# Telosticta feronia
Telosticta feronia – gatunek ważki z rodziny Platystictidae. Endemit wyspy Borneo występujący w jej zachodniej części.